# La Pêche aux poissons rouges
Pour plus de détails, voir Fiche technique et Distribution.
La Pêche aux poissons rouges est un film français réalisé par Louis Lumière, sorti en 1895.
Cette vue photographique animée, ainsi que les frères Lumière nommaient leurs bobineaux impressionnés, fait partie des dix films montrés au Salon indien du Grand Café de Paris à partir du 28 décembre 1895.

## Synopsis
Un père soutient son bébé debout sur une table devant un bocal contenant des poissons rouges. Le bébé met sa main dans l'eau pour « jouer » avec les poissons. De temps en temps, visiblement ravi, il regarde en direction de la caméra.

## Contexte
L'homme n'est autre qu'Auguste Lumière, et c'est sa fille Andrée qu'il tient par les épaules. La caméra, comme pour tous les premiers films des frères Lumière, est tenue par Louis Lumière. C'est un film de famille, qui correspond au marché que briguent les deux frères : celui des amateurs aisés auxquels ils veulent vendre un exemplaire de leur Cinématographe, et c'est une des possibilités de leur appareil qu'ils démontrent par ce film et par un autre sujet : Le Repas de bébé, typiques d'un cinéma domestique qui a longtemps eu cours exclusivement dans les milieux nantis.

## Fiche technique
- Titre : La Pêche aux poissons rouges
- Réalisation : Louis Lumière
- Production : Société Lumière
- Photographie : Louis Lumière
- Format : 35 mm à double jeu de perforations rondes Lumière par photogramme, noir et blanc
- Durée : 43 s
- Pays :  France